# ولیکو ملاشوو
ولیکو ملاشوو (اسلوونیایی: Veliko Mlačevo) یک زیستگاه انسانی در اسلوونی است که در Grosuplje Municipality واقع شده‌است.

## خصوصیات
ولیکو ملاشوو ۱٫۶۹ کیلومترمربع مساحت و ۴۳۸ نفر جمعیت دارد و ۳۲۸٫۴ متر بالاتر از سطح دریا واقع شده‌است.

## نگارخانه

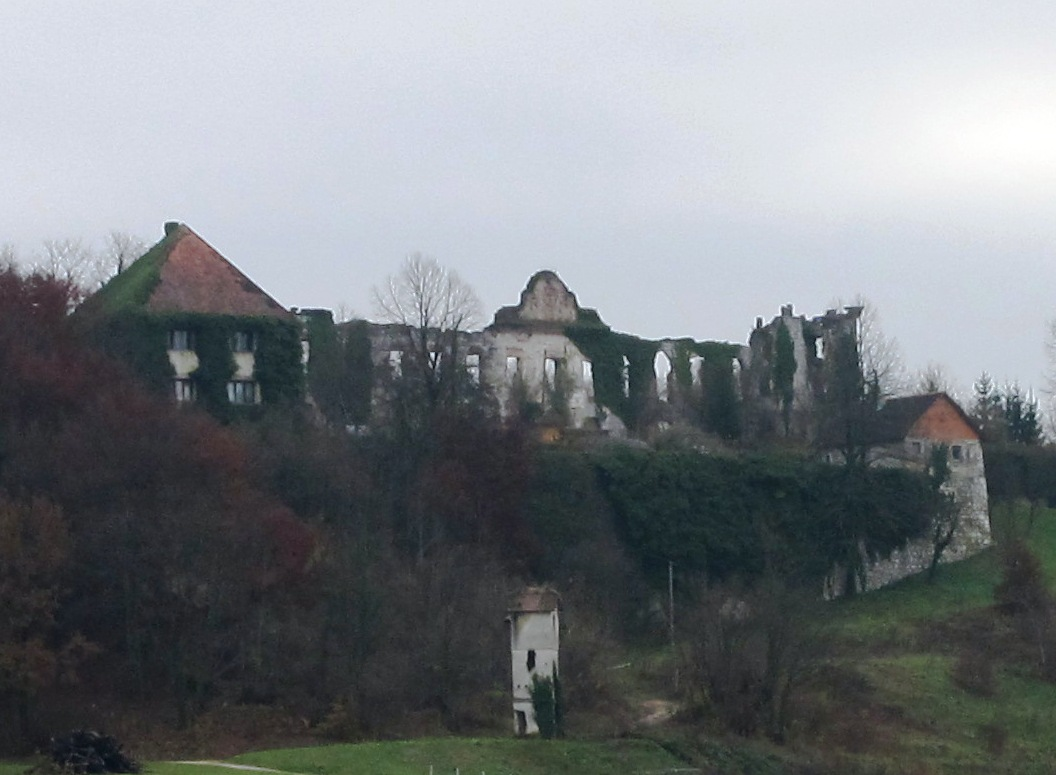
Boštanj Castle ruins
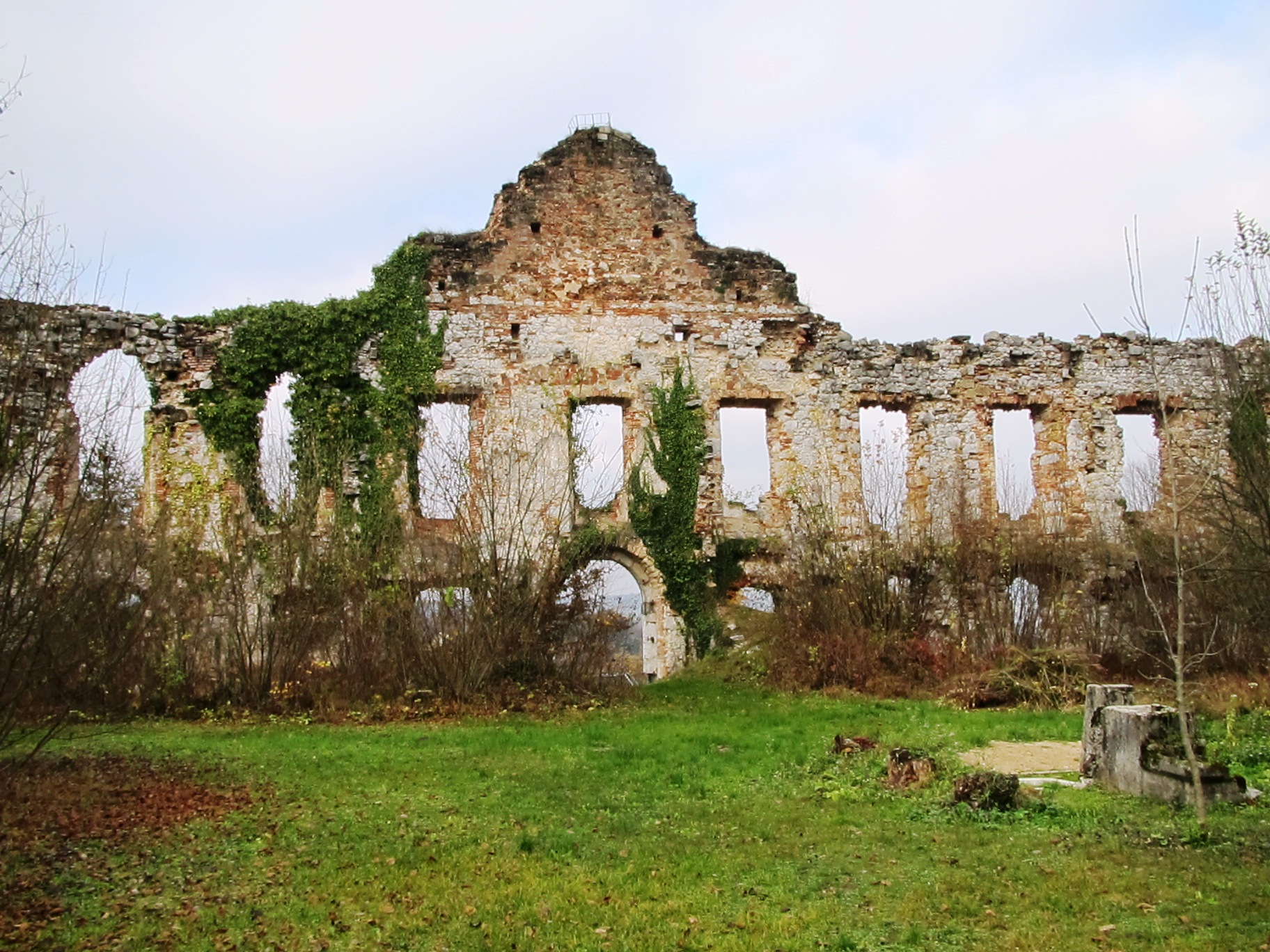
Castle ruins, interior
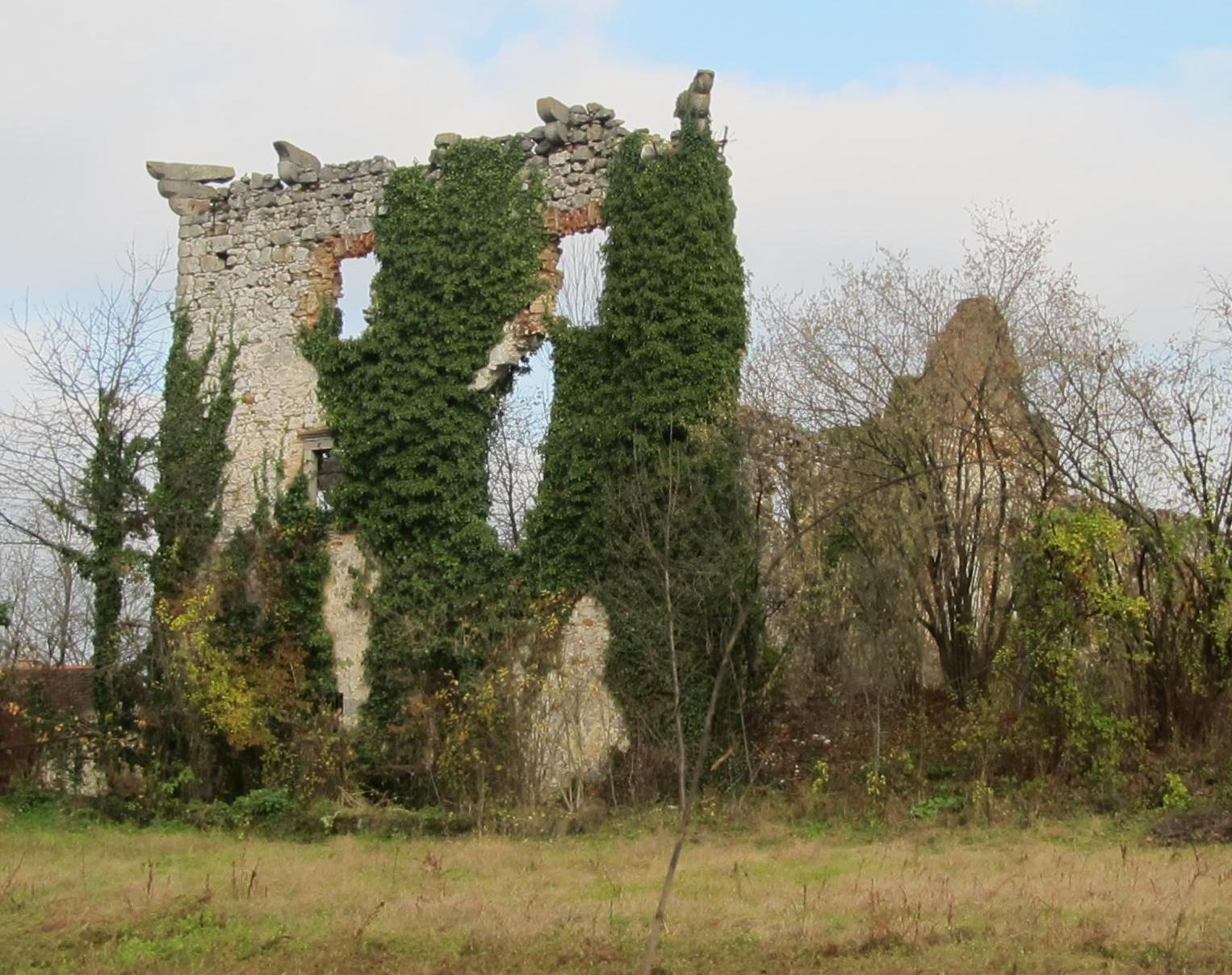
Castle ruins, south wall